# Хабенська волость
Хабенська волость — адміністративно-територіальна одиниця Радомисльського повіту (з 1919 року - Чорнобильського повіту) Київської губернії з центром у містечку Хабне.
Станом на 1886 рік складалася з 15 поселень, 11 сільських громад. Населення — 6639 осіб (3271 чоловічої статі та 3368 — жіночої), 843 дворових господарства.
За даними 1900 року складалася з 16 поселень - 1 містечка, 14 сіл та 1 слободи. Населення — 9348 осіб (4552 чоловічої статі та 4796 — жіночої).
|                     | 1886           |                          | 1900           |                          |
|                     | Площа, десятин | У тому числі орної, дес. | Площа, десятин | У тому числі орної, дес. |
| ------------------- | -------------- | ------------------------ | -------------- | ------------------------ |
| Сільських громад    | 10515          | 6371                     | 9487           | —                        |
| Приватної власності | 10204          | 3019                     | 13710          | —                        |
| Іншої власності     | 104            | 82                       | 115            |                          |
| Загалом             | 20823          | 9472                     | 23312          | 7080                     |

Поселення волості:
- Хабне — власницьке містечко за 90 верст від повітового міста, 1745 осіб, 423 двори, 2 православні церкви, костел, єврейська синагога, 1-класна народна міністерська школа, поштова земська станція, 2 винокурних заводи, паровий млин, 3 цегельні, 8 кузень, постоялий двір, аптека.
- Мар'янівка — власницьке село за 97 верст від повітового міста, 854 особи, 144 двори, школа грамоти, 5 вітряків, 2 кузні.
- Рагівка — власницьке село за 84 версти від повітового міста, 757 осіб, 133 двори, школа грамоти, кузня, 7 вітряків.
- Радзивілівка (прдм.Хабного) — власницьке село за 90 верст від повітового міста, 939 осіб, 152 двори, 2 невеликі цегельні,.
- Святоцьке — власницьке село за 85 верст від повітового міста, 907 осіб, 152 двори, школа грамоти, 4 вітряки, кузня.
- Тараси — власницьке село за 90 верст від повітового міста, 976 осіб, 130 дворів, школа грамоти.
- Царі — власницьке село за 100 верст від повітового міста, 539 осіб, 92 двори, школа грамоти, кузня, 3 вітряки.
- Яблунька (зараз частина Рагівки) — власницьке село за 84 версти від повітового міста, 746 осіб, 140 дворів, 4 вітряки, крупорушка, маслобійний завод.

Старшинами волості були:
- 1909—1910 роках — Тихон Лукіч Дмитренко[2],[3];
- 1912 року — Василь Євсейович Пархоменко[4];
- 1913 року — Семен Васильович Руденко[5];
- 1915 року — Юхим Іванович Купрієнко[6].